# Episodi di The Defenders
La prima e unica stagione della serie televisiva The Defenders è stata trasmessa negli Stati Uniti dal 22 settembre 2010 all'11 marzo 2011 su CBS.
In Italia i primi due episodi della stagione sono stati trasmessi il 12 settembre 2011 su Rai 3. In seguito la trasmissione della serie è stata sospesa a causa dei bassi ascolti. 
Dal 16 gennaio 2013, la serie è stata trasmessa su AXN che dal 23 gennaio 2013 ha proposto gli episodi in prima visione assoluta. 
Durante l'estate 2013 la serie ha ripreso la sua programmazione dall'inizio su Rai 3, la quale però ne sospende la programmazione agli inizi di settembre lasciando inediti gli ultimi cinque episodi. Dall'11 novembre 2013 la serie è tornata in onda tutti i giorni feriali sul canale Rai Movie che ha trasmesso anche gli episodi rimasti inediti fino al 4 dicembre 2013.
| nº | Titolo originale                   | Titolo italiano                            | Prima TV USA      | Prima TV Italia   |
| -- | ---------------------------------- | ------------------------------------------ | ----------------- | ----------------- |
| 1  | Pilot                              | Due pezzi da novanta                       | 22 settembre 2010 | 12 settembre 2011 |
| 2  | Las Vegas v. Reid                  | Imputati diversi                           | 28 settembre 2010 | 12 settembre 2011 |
| 3  | Nevada v. Carter                   | Un avvocato imputato                       | 6 ottobre 2010    | 23 gennaio 2013   |
| 4  | Nevada v. Cerrato                  | Debito d'onore                             | 13 ottobre 2010   | 30 gennaio 2013   |
| 5  | Nevada v. Senator Harper           | Stato del Nevada contro il senatore Harper | 20 ottobre 2010   | 6 febbraio 2013   |
| 6  | Nevada v. Rodgers                  | Il giurato n° 9                            | 27 ottobre 2010   | 13 febbraio 2013  |
| 7  | Las Vegas v. Johnson               | Black Betty                                | 3 novembre 2010   | 20 febbraio 2013  |
| 8  | Nevada v. Killa Diz                | Rap mortale                                | 10 novembre 2010  | 6 marzo 2013      |
| 9  | Whitten v. Fenle                   | Basta morti bianche                        | 17 novembre 2010  | 27 febbraio 2013  |
| 10 | Nevada v. Dennis                   | La zampata dell'orso                       | 8 dicembre 2010   | 13 marzo 2013     |
| 11 | Nevada v. Reily                    | Traumi sportivi                            | 15 dicembre 2010  | 20 marzo 2013     |
| 12 | Nevada v. Wayne                    | Il Nevada contro Wayne                     | 12 gennaio 2011   | 27 marzo 2013     |
| 13 | Nevada v. Donnie The Numbers Guy   | Ritorno al passato                         | 4 febbraio 2011   | 3 aprile 2013     |
| 14 | Nevada v. Doug the Mule            | Trasporto pericoloso                       | 11 febbraio 2011  | 10 aprile 2013    |
| 15 | Nevada v. Hunter                   | Un giudice nei guai                        | 18 febbraio 2011  | 17 aprile 2013    |
| 16 | Noland v. Galloway Pharmaceuticals | Dosaggio letale                            | 25 febbraio 2011  | 24 aprile 2013    |
| 17 | Nevada v. Greene                   | Rampolli                                   | 4 marzo 2011      | 1º maggio 2013    |
| 18 | Morelli v. Kaczmarek               | Morelli contro Kaczmarek                   | 11 marzo 2011     | 8 maggio 2013     |